# Szentes Anzelm Kálmán
Szentes Anzelm Kálmán, OCist, 1890-ig Svetics (Szentgrót, Zala vármegye, 1857. április 7. – Zirc, 1933. december 30.) teológiai doktor, ciszterci áldozópap és tanár, prior.

## Életútja
Szvetics József és Örömy Katalin fia. Középiskoláit Keszthelyen és Szombathelyen végezte; a rendbe lépett 1873. szeptember 17-én; pappá szentelték 1880. július 20-án. 1880-81-ben Zircen a növendékek felügyelője volt, 1881-től 1889-ig ugyanott a hittudományi intézetben tanár és egyúttal 1882-83-ban apáti jegyző és lelki igazgató, 1883-87-ben lelki igazgató, 1887-89-ben újoncmester és 1895-től egyúttal apáti titkár. A hittudományból 1887-ben doktori oklevelet nyert. 1896-től gimnáziumi tanár volt Székesfehérváron, 1897-től Zircen újoncmester, 1900-tól szubprior. 1911-től Zirc plébánosa, 1912-től prior, majd 1931-ben nyugalomba vonult.
Czikkei a Hittudományi Folyóiratban (1893) és a Bölcseleti Folyóiratban (1894) jelentek meg.

## Munkái
- Jézus feltámadásának valósága. Tudori értekezés. Írta Svetics Anzelm. Bpest, 1887.
- Egyházi beszéd, melyet a zirczi apátsági templom fölszentelése alkalmából 1891. nov. 22. mondott. Veszprém, 1891.
- Egyházi beszéd, melyet a zirczi apátsági templomban XIII. Leo pápa 50 éves püspöki jubileuma alkalmából 1893. febr. 10. mondott. Uo. 1893.
- A keresztény hit alapforrásai. A budapesti kir. m. tudomány egyetem hittudományi karától a Horváth-féle jutalommal kitüntetett pályamunka. Bpest, 1896. (Ism. Kath. Szemle).
- Ker. kath. vallástan. Erkölcstan. A középiskolai ifjuság használatára. Irta Vincze Ambró, javította... Eger, 1899., (6. kiadás, 7. jav. k. Uo. 1905.).
- Ker. kath. vallástan. Alapító hittan. Középiskolai ifjúság részére. Írta Vincze Ambró, javít. Uo. 1899. (7. jav. kiadás).
- Ker. kath. vallástan. Ágazatos hittan. Írta Vincze Ambró, javít. Uo. 1899. (7. jav. kiadás).
- Ker. kath. egyháztörténelem. Irta Vincze Ambró, javít. a középiskolai ifjuság használatára. Uo. 1899. (5. jav. k., 6. jav. k. Uo. 1904.).
- Kat. ker. hittan a középisk. ifj. használatára. Kovács Piusszal. Eger, 1909.